# Georges Ulhen
Georges Ulhen est un arbitre français de football des années 1960 et 1970. 
Il officie trente-trois fois l'Olympique de Marseille en première division entre 1959 et 1973 ainsi que quatre rencontres de Coupe de France dont la demi-finale retour de Coupe de France 1968-1969.

## Carrière
Il officie en finale du : 
- Challenge des champions 1972 : OM-Bastia[2].